# Algoz (przystanek kolejowy)
Algoz (port: Apeadeiro de Algoz) – przystanek kolejowy w Silves, w regionie Algarve, w Portugalii. Znajduje się na Linha do Algarve.
Jest obsługiwany przez pociągi regionalne Comboios de Portugal.

## Historia
Został oficjalnie otwarty w dniu 10 października 1899 roku, jako stacja końcowa Ramal de Portimão (obecnie odcinek Linha do Algarve).